# Pride Bushido 7
Pride Bushido 7 foi um evento de artes marciais mistas promovido pelo Pride Fighting Championships, ocorrido em 22 de maio de 2005 no Differ Ariake em Tóquio, Japão.